# Цингел, Лукаш
Лукаш Цингел (словац. Lukáš Cingel’; род. 10 июня 1992, Жилина) — словацкий хоккеист, крайний нападающий. В настоящее время является игроком «Градец-Кралове», выступающего в чешской Экстралиге.

## Биография
Является воспитанником клуба «Жилина». В 2009 году дебютировал в словацкой Экстралиге за родную команду, большую часть сезона 2009/10 провёл в составе клуба «Оранж 20». В 2010 году принял участие на чемпионате мира среди юниоров: в 6 матчах набрал 4 очка (2+2). Летом 2010 году перебрался в Северную Америку.
С 2010 по 2012 год Лукаш Цингел играл в клубе «Бе-Комо Дрэккэр» в QMJHL. За 2 сезона он сыграл в 131 матче, записав на свой счёт 88 (50+38) очков.
В 2012 году подписал контракт с хоккейным клубом «Лев». В дебютном сезоне Лукаш сыграл в 18 играх, забросив одну шайбу в матче против челябинского «Трактора».
Во втором сезоне в КХЛ Цингел вместе со «Львом» добрался до финала Кубка Гагарина, забросив 4 шайбы в 59 матчах. Всего за 2 сезона в КХЛ Цингел провёл 77 матчей, набрал 8 очков (5 шайб + 3 передачи), 10 штрафных минут при показателе полезности «-7».
Начиная с сезона 2014/15 Цингел выступает в чешской Экстралиге: с 2015 по 2017 год играл за пражскую «Спарту», с 2017 года выступает за «Градец-Кралове».
В составе сборной Словакии Цингел является участником чемпионатов мира 2017 и 2018, а также Олимпийских игр 2018 года. Всего за сборную провёл 53 матча, набрал 13 очков (6 шайб + 7 передач), в том числе на ЧМ — 14 игр, 1 очко (0+1), на ОИ — 4 игры, 0 очков.

## Достижения
- Серебряный призёр чешской Экстралиги 2016
- Финалист Лиги чемпионов 2017
- Финалист Кубка Гагарина 2014